# كيفن نوغينت
كيفن نوغينت (بالإنجليزية: Kevin Nugent)‏ (10 أبريل 1969 في المملكة المتحدة - ) هو مدرب كرة قدم ولاعب كرة قدم بريطاني في مركز الهجوم. لعب مع سوانزي سيتي وكارديف سيتي ونادي بريستول سيتي ونادي بليموث أرجايل ونادي كورك سيتي ونادي ليتون أورينت.

## وصلات خارجية
- كيفن نوغينت على موقع قاعدة بيانات كرة القدم.إي يو (الإنجليزية)
- كيفن نوغينت على موقع Soccerbase.com (لاعب) (الإنجليزية)
- كيفن نوغينت على موقع Soccerbase.com (مدرب) (الإنجليزية)